# 阿羅賴島機場
阿羅賴島機場（英語：Arorae Island Airport）是一個位於基里巴斯阿羅賴島北部，Tamaroa村北側的機場。
基里巴斯航空開行此機場往返北塔比特韦亚的班機，該地與南塔拉瓦的邦里基國際機場可直接連結；班機會於塔馬納中途降落。

## 目的地
| 航空公司     | 目的地               |
| ------------ | -------------------- |
| 基里巴斯航空 | 塔馬納、北塔比特韦亚 |
| 珊瑚太陽航空 | 塔拉瓦、塔馬納       |